# Nationalratswahl in Österreich 1970
- SPÖ: 81
- FPÖ: 6
- ÖVP: 78

- Regierung: 81
- Duldung: 6
- Opposition: 78

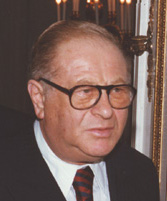
Bruno Kreisky (SPÖ)

Die Nationalratswahl am 1. März 1970 war die zwölfte in der Geschichte Österreichs. Stimmen- und mandatstärkste Partei wurde die SPÖ von Bruno Kreisky. Den zweiten Platz belegte die ÖVP von Josef Klaus, die Stimmen und Mandate verlor. Die FPÖ, die mit dem ehemaligen SS-Obersturmführer Friedrich Peter als Spitzenkandidaten antrat, konnte leichte Stimmengewinne verbuchen.
Wahlberechtigt waren 5.045.841 Menschen. Die Wahlbeteiligung betrug 91,78 Prozent (1966: 93,80 Prozent). Nach der Wahl bildete Kreisky die Bundesregierung Kreisky I; er blieb Bundeskanzler bis zum April/Mai 1983.

## Endergebnis
Ergebnis unter Berücksichtigung der Wiederholungswahlen vom 4. Oktober 1970
| Wahlwerber                                                               | Stimmen   | Anteil  | Anteil  | Mandate | Mandate |
| Wahlwerber                                                               | Stimmen   | 1970    | ±       | 1970    | ±       |
| ------------------------------------------------------------------------ | --------- | ------- | ------- | ------- | ------- |
| Sozialistische Partei Österreichs (SPÖ)                                  | 2.221.981 | 48,42 % | +5,86 % | 81      | +7      |
| Österreichische Volkspartei (ÖVP)                                        | 2.051.012 | 44,69 % | −3,66 % | 78      | −7      |
| Freiheitliche Partei Österreichs (FPÖ)                                   | 253.425   | 5,52 %  | +0,17 % | 6       | ±0      |
| Kommunistische Partei Österreichs (KPÖ)                                  | 44.750    | 0,98 %  | +0,57 % | 0       | ±0      |
| Demokratische Fortschrittliche Partei (DFP-Liste Franz Olah)             | 14.925    | 0,33 %  | −2,95 % | 0       | ±0      |
| Nationaldemokratische Partei (NDP)                                       | 2.631     | 0,05 %  | n.k.    | 0       | –       |
| Für Menschlichkeit, Recht und Freiheit in Österreich (Adolf Glantschnig) | 237       | 0,01 %  | n.k.    | 0       | –       |

n.k. = nicht kandidiert
Nach dem ursprünglichen Wahlergebnis erhielt die SPÖ 48,2 % der Stimmen und 81 Sitze, die ÖVP 44,8 % und 79 Sitze, die FPÖ 5,5 % und 5 Sitze. Durch ein Erkenntnis des Verfassungsgerichtshofs vom 24. Juni 1970 wurde die Nationalratswahl in 3 Wiener Wahlkreisen für ungültig erklärt und die Wahl dort am 4. Oktober 1970 wiederholt. Durch die Wiederholungswahl erhielt die FPÖ einen zusätzlichen Sitz auf Kosten der ÖVP.

## Ergebnisse in den Bundesländern
Hier werden die Ergebnisse in den Bundesländern aufgelistet.

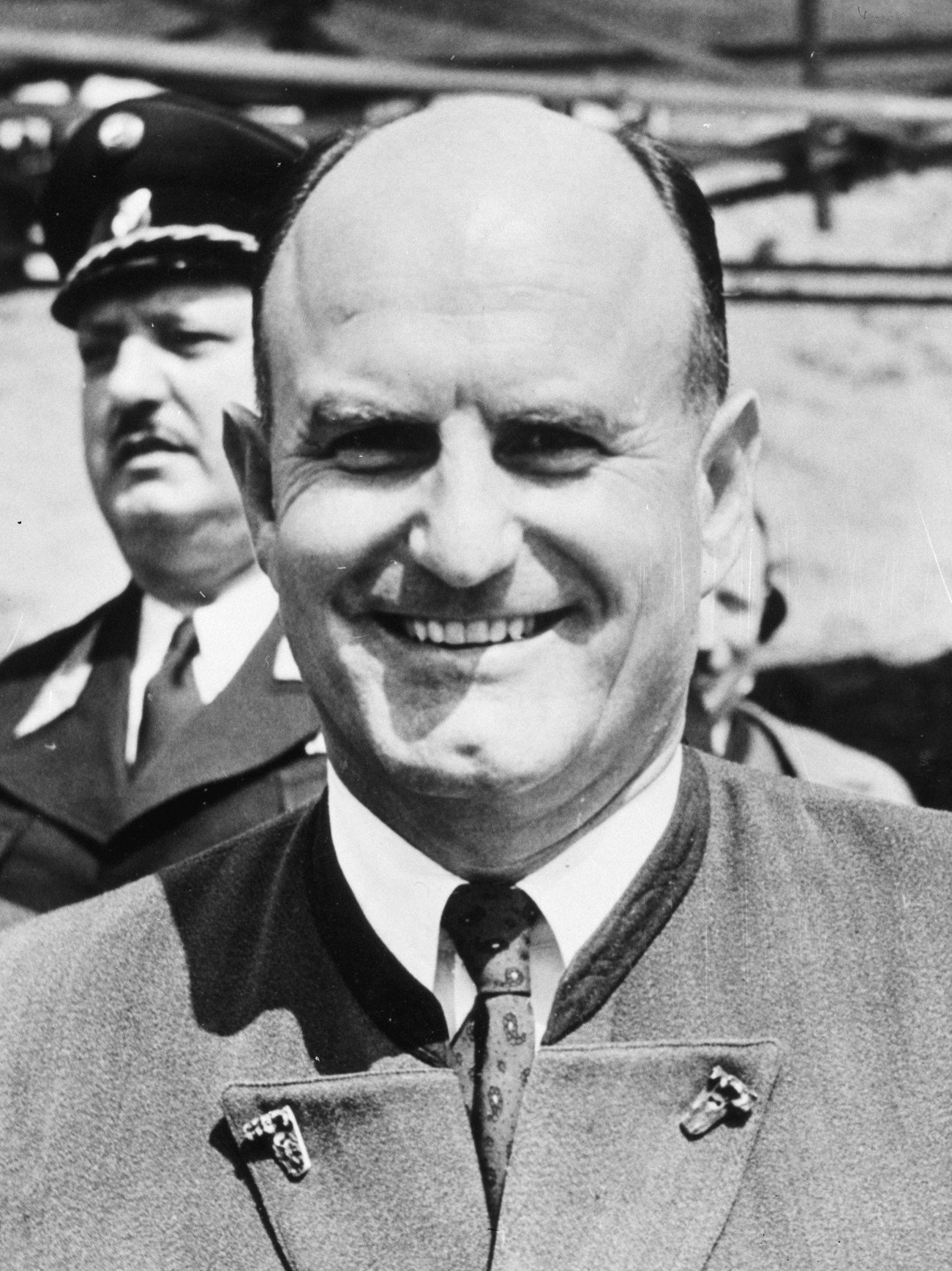
Josef Klaus (ÖVP)

| Partei | B     | K     | N     | O     | S     | St    | T     | V     | W     |
| ------ | ----- | ----- | ----- | ----- | ----- | ----- | ----- | ----- | ----- |
| SPÖ    | 48,78 | 53,25 | 45,21 | 46,52 | 42,52 | 47,87 | 35,92 | 30,99 | 58,66 |
| ÖVP    | 48,09 | 35,69 | 50,93 | 46,02 | 43,61 | 45,63 | 57,88 | 54,74 | 34,94 |
| FPÖ    | 02,69 | 09,67 | 02,66 | 06,66 | 12,99 | 04,99 | 05,54 | 13,58 | 04,07 |
| KPÖ    | 00,44 | 01,19 | 00,90 | 00,58 | 00,59 | 01,22 | 00,42 | 00,49 | 01,48 |
| DFP    | –     | 00,20 | 00,24 | 00,07 | 00,19 | 00,16 | 00,24 | 00,20 | 00,85 |
| NDP    | –     | –     | 00,06 | 00,15 | –     | 00,13 | –     | –     | –     |
| MRF    | –     | –     | –     | –     | 00,10 | –     | –     | –     | –     |

## Folgen
Nach langwierigen Koalitionsverhandlungen mit der ÖVP bildete die SPÖ mit Unterstützung der FPÖ eine Minderheitsregierung. Es wird spekuliert, Kreisky habe von vorneherein dieses Ziel gehabt und mit der ÖVP nur zum Schein verhandelt. Preis für die FPÖ-Unterstützung war eine Wahlrechtsänderung, die kleinere Parteien wie damals die FPÖ weniger benachteiligt und eine damit verbundene Anhebung der Mandatszahl im Nationalrat. Bruno Kreisky wurde Bundeskanzler und sollte es bis 1983 bleiben. Die Bundesregierung Kreisky I nahm am 21. April 1970 ihre Arbeit auf. Josef Klaus legte 1970 den ÖVP-Vorsitz zurück, ihm folgte sein bisheriger Stellvertreter Hermann Withalm.

## Berichterstattung
Es war die erste Nationalratswahl nach dem durch das Rundfunkvolksbegehren 1964 geforderte und 1966 beschlossene Rundfunkgesetz. Der Österreichische Rundfunk betrieb ein bisher nie dagewesenen Aufwand von 16:00 bis 22:00 Uhr mit Außenstellen in den Parteizentralen der beiden Großparteien (die FPÖ war im Innenministerium), in allen Landeshauptstädten, sowie einem Hauptstudio im Innenministerium. Alle Außenstellen mit 4 Übertragungswagen, 6 Reportage-Kamerawagen und insgesamt 20 Kameras wurden durch 15 Richtfunkleitungen für Bild und Ton und 45 Post-Tonleitungen für verschiedene Zwecke verbunden. Zum zweiten Mal gab es eine Hochrechnung, diesmal mit dem damals größten Computer Österreichs, einem System/360 bei IBM am Donaukanal, dem „Hochrechnungszentrum“. Die Vergleichsdaten der vorherigen Wahlen waren auf Magnetplatten gespeichert, die aktuellen Ergebnisse wurden mit Lochkarten eingegeben und das Ergebnis ausgedruckt. (Computerbildschirme waren noch nicht üblich.) Gerhart Bruckmann präsentierte mit Hugo Portisch die Hochrechnungsergebnisse und blieb bis in die 1980er Jahre „Hochrechner der Nation“. Im kleinen Sitzungssaal des Innenministeriums war auch die Endstelle eines Computers Bull GE-53 des ORF aufgebaut, der in Zusammenarbeit mit dem Institut für Empirische Sozialforschung (IFES) erstmals Querschnittsanalysen (Multivariate Verfahren für Alter, Frauen / Männer, Einkommen etc.) lieferte.
Die erste publizierte Hochrechnung um 17 Uhr brachte bei 8,4 % der ausgezählten Stimmen folgendes Ergebnis:
| Wahlwerber                              | Mandate (HR 17:00) |
| --------------------------------------- | ------------------ |
| Sozialistische Partei Österreichs (SPÖ) | 82 - 83            |
| Österreichische Volkspartei (ÖVP)       | 76 - 77            |
| Freiheitliche Partei Österreichs (FPÖ)  | 5 - 6              |

Von dem Ergebnis war noch eine maximale Abweichung von einem Mandat prognostiziert, also beispielsweise für die SPÖ von 81 bis 84 Mandaten. Bei der FPÖ war sich Bruckmann schon ziemlich sicher, dass es 6 Mandate werden. Schon bei Hochrechnungen um 14 Uhr zeichnete sich dieses Ergebnis ab.